# Gautier Lee
Gautier Lee (Angra dos Reis) es una persona no binaria de Brasil dedicada al cine y que escribe guiones, que ganó notoriedad por su trabajo con series en torno a temas LGBTQIAP+ que abordan los descubrimientos y conflictos de los adolescentes.

## Trayectoria
Nació en Angra dos Reis, en la Costa Verde del Estado de Río de Janeiro. Estudió Producción Audiovisual en la Pontificia Universidad Católica de Río Grande do Sul. Su trabajo más conocido es como guionista de la serie adolescente, De Volta aos 15, en la plataforma Netflix, protagonizada por Maisa Silva y Camila Queiroz.
Gautier comenzó su carrera a los 17 años cuando empezó a estudiar teatro en su ciudad natal. En 2018, tras finalizar sus estudios de Producción Audiovisual, fundó, junto a otras personas, un colectivo de profesionales audiovisuales negros en Río Grande do Sul, Macumba Lab. Gautier Lee aún forma parte de las Organizaciones de Guionistas Negros de Estados Unidos.
Su carrera como guionista comenzó en 2020, al recibir la llamada para participar en su primera sala de guionistas, lo que le valió el reconocimiento al ganar el Premio Cabíria de Guion ese año el formar parte del equipo de guionistas de la segunda temporada de la serie De Volta Aos 15, de Netflix y por Auto Posto en la Comedy Central.
Gautier Lee creó su propio festival audiovisual dirigido a la comunidad negra, Fade to Black, que descubre, promueve y premia obras realizadas por personas negras. En 2022, dirigió el álbum visual "Samba às Avessas", de la cantante de samba Pâmela Amaro, que se estrenó en la Cinemateca Capitólio de Porto Alegre, Rio Grande do Sul. También es columnista de la Revista Capricho.
En 2024, publicó su primer libro, «Diario de una mujer rencorosa: La anatomía de una persona negra queer». Ese mismo año, en junio - Mes del Orgullo LGBTQIAP+ - también lanzó el libro de cuentos " Todos Os Meus Beijos". También en 2024, Gautier Lee estrenó su primer largometraje, el documental Pajubá. La película fue dirigida por Gautier Lee con un guion de Hela Santana y contó con un equipo completamente transgénero.

## Reconocimientos
- Ganó varios premios, incluidos cinco laureles en el Festival de Cine de Gramado.[12]
- 2019 - Festival de Cabíria - Mejor Piloto de Serie[7]
- 2021 - Festival de Cine de Gramado - Cortometrajes Gauchos - Mejor Actriz, Mejor Montaje, Mejor Dirección, Mejor Película y Mejor Película por el Jurado Popular[13][14]
- 2022 - Premio ABRA de Guionismo - Abrazo a la Excelencia en Guionismo [15]

## Filmografía

### Series de televisión
- Auto Posto (2020)[2]
- Desvirtud (2021)[16]
- De Volta Aos 15 (2022 a 2024)[2]

### Largometrajes
- Pajubá - Dirección 2023[17]
- Desvirtud - 2021[16]
- B. EL - 2024[4]
- Después de que todo cambió - 2024.[2]

## Libros
- Todos mis besos - 2024[10]
- Diario de una chica rencorosa: Anatomía de una persona negra queer - 2024[3]